# Отдых на пути в Египет (картина Мурильо)
«Отдых святого семейства на пути в Египет» — картина испанского художника Бартоломе Эстебана Мурильо из собрания Государственного Эрмитажа.
Картина иллюстрирует эпизод Евангелия от Матфея (2: 12—15), когда Мария и Иосиф с новорожденным Иисусом бежали от преследования царя Ирода в Египет. В апокрифическом Евангелии Псевдо-Матфея (гл. XX) имеется более подробное описание события, случившееся во время путешествия: Мария и Иосиф остановились отдохнуть под деревом, у них кончилась еда и вода; дерево по приказанию Иисуса склонило в ним свои ветви с плодами и все насытились.

Пальма оставалась склонённой, ожидая приказания подняться от Того, по чьему слову она наклонилась. Тогда сказал ей Иисус «Поднимись, пальма и будь товарищем деревьям Моим, которые в раю Отца Моего. И пусть из-под корней твоих течет источник, скрытый в земле, и пусть даст Нам воду утолить жажду». Тотчас пальма выпрямилась, и между корнями её начал пробиваться источник необычайно прозрачной и холодной воды величайшей сладости. И все, увидев источник тот, исполнились радости и утолили жажду, благодаря Бога. И животные также утолили жажду.

На картине представлен финальный эпизод этого события: меха и фляги наполнены водой, все сыты и младенец Иисус уснул. Мария и Иосиф оберегают сон младенца, слева два ангела-путти с любопытством на него смотрят.
Сам Мурильо, скорее всего, отталкивался не непосредственно от евангельского и псевдоевангельского текстов, а от описания в книге Франсиско Пачеко «Искусство живописи», который утверждал, что это событие произошло ночью: «Если кто-нибудь пожелает, то может изобразить эту сцену ночью, при свете луны… но это трудно, и поэтому более надёжно и приятнее писать её днём, чтобы избежать жесткости света и тени».
Точное время создания картины неизвестно, в литературе встречается датировка от 1655 до 1670 года, в Эрмитаже считают, что картина написана около 1665 года. Л. Л. Каганэ проводит параллели с двумя другими картинами Мурильо, созданными около этой даты. Одна из них, «Рождество Марии», находится в Лувре и она близка композиционно и колористически, особенно в изображении ангелов-путти, активно участвующих в заданной сцене. Другая картина, «Иаков со стадом Лавана», хранится в музее Медоуз в Далласе — в этой картине заметен очень близкий фоновый пейзаж, в особенности центральное дерево. Анализируя картину, Л. Л. Каганэ отмечает: «В отличие от рассматривавшихся ранее произведений, колорит картины стал тёплым, контуры смягчены, живописная поверхность выглядит мягкой, бархатистой».
Также неизвестна ранняя история картины. В 1768 году она принадлежала бывшему секретарю Людовика XV Луи-Жану Генья и в декабре была выставлена на торги в Париже, где её по заказу императрицы Екатерины II для Эрмитажа приобрёл Д. Дидро. Сам он в письме Э. М. Фальконе от 6 апреля 1769 года сообщал: «Я приобрёл на аукционе Генья для Её Величества пять лучших картин, имеющихся во Франции: одну — Мурильо, три — Герарда Доу и одну — Ж.-Б. Ванлоо»; а 11 июля писал: «В тот момент, когда я Вам пишу, я представляю себе, как открывают ящики, в которых находится этот прекрасный Мурильо Генья с тремя Герардами Доу…». Фальконе же, в свою очередь, 6 августа писал Екатерине II: «О Мурильо следует говорить на коленях, те из нас, кто смеет смотреть на него иначе, не имеют ни веры, ни закона»(перевод с французского Л. Л. Каганэ). В. Ф. Левинсон-Лессинг охарактеризовал картину как «первоклассное произведение», но одновременно сокрушается, что Дидро не купил на этом аукционе картину Рембрандта «Семья плотника», которая была оценена втрое дешевле Мурильо. «Отдых святого семейства» был приобретён за 17535 ливров, а за три картины Доу (две «Купальщицы» и один «Купальщик») заплачено 13205 ливров.
В 1769 году картина была привезена в Санкт-Петербург и поступила в состав Эрмитажных собраний. В 1967 году картина прошла капитальную реставрацию, в ходе который были обнаружены несколько старинных заделанных прорывов холста. В ходе рентгенографического исследования были выявлены авторские изменения работы: кисть левой руки Марии была смещена в сторону и изменена жестикуляция пальцами.
Картина с 1840-х годов выставляется в здании Нового Эрмитажа в зале 239 (Испанский просвет), однако во второй половине XIX века на некоторое время была помещена в Зимнем дворце в Большой гостиной императрицы Александры Фёдоровны (иначе Малиновая гостиная, впоследствии перестроена в Серебряную гостиную, современный зал 186 — зал Росси) — картина заметна на двух интерьерных акварелях Э. П. Гау 1856 и 1871 годов, после чего вернулась в Испанский просвет.
Картина известна в нескольких вариантах и копиях. Самая ранняя версия датируется около 1655—1660 года, находится в Великобритании в собрании барона Стаффорда и имеет вертикальный формат (172 × 160 см). Другая копия, приписывавшаяся Мурильо, принадлежала барону Нортбруку в Лондоне (137,2 × 166,4 см). Ещё одна копия, работы неизвестного художника, имеется в собрании Национального музея искусств Азербайджана. Наконец копия, исполненная в мастерской Мурильо, находится в собраниях Музеев Глазго (около 1650—1680 годов, 96,5 × 123,8 см, инвентарный № 271). В литературе упоминаются и другие старинные копии картины.

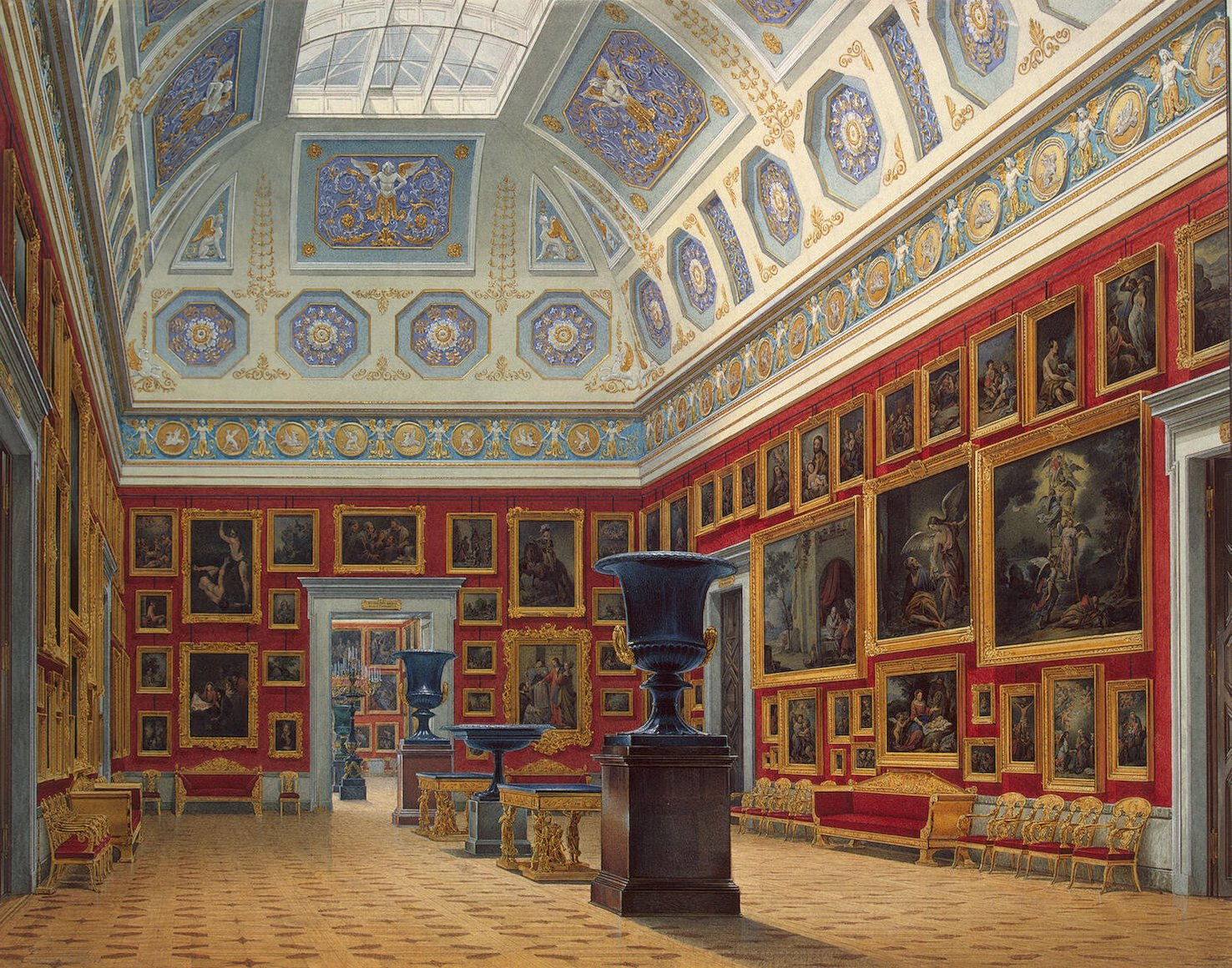
Картина на акварели Э. П. Гау 1856 года в Зале испанской школы Нового Эрмитажа
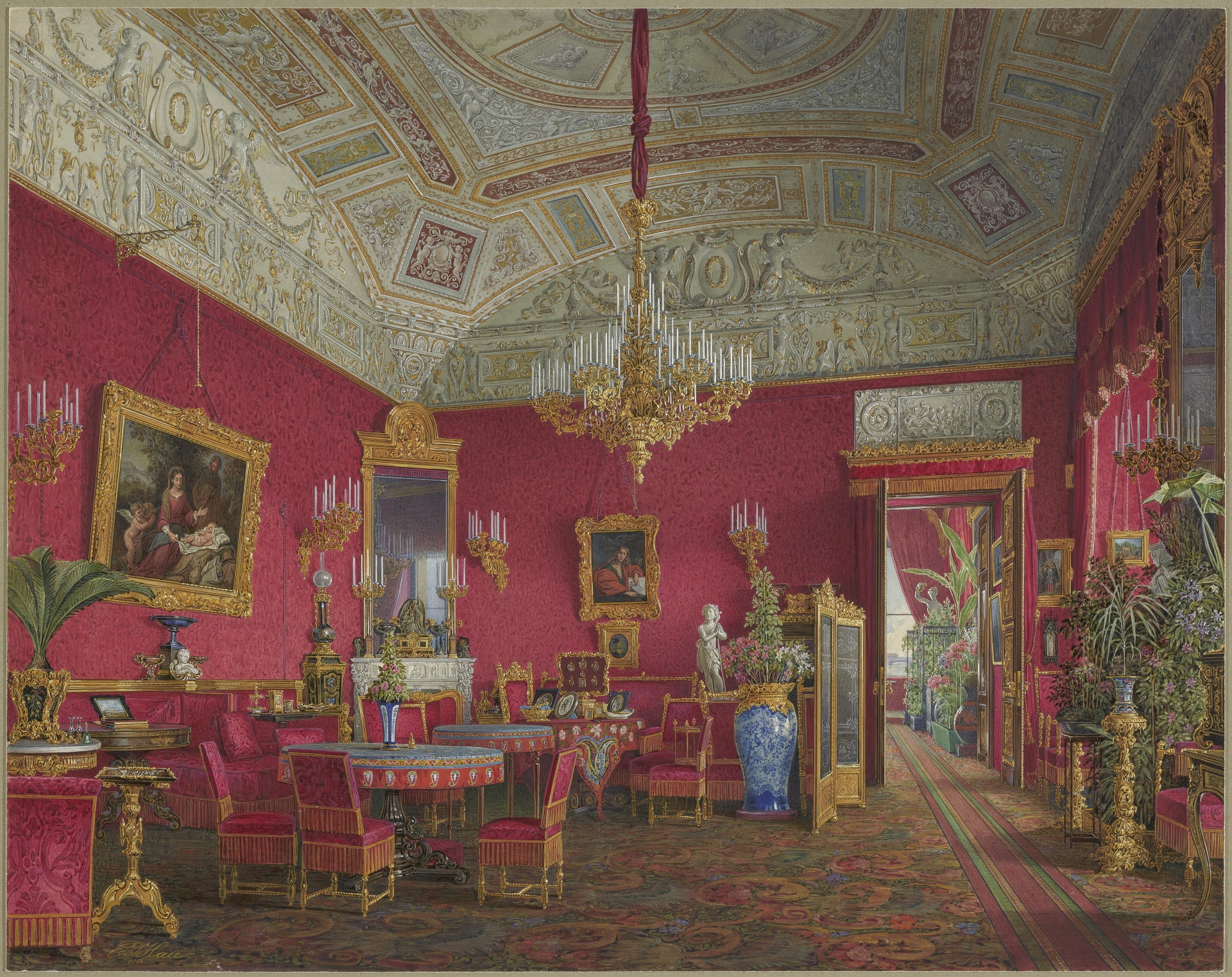
Картина на акварели Э. П. Гау 1871 года в Малиновой гостиной императрицы Александры Федоровны в Зимнем дворце
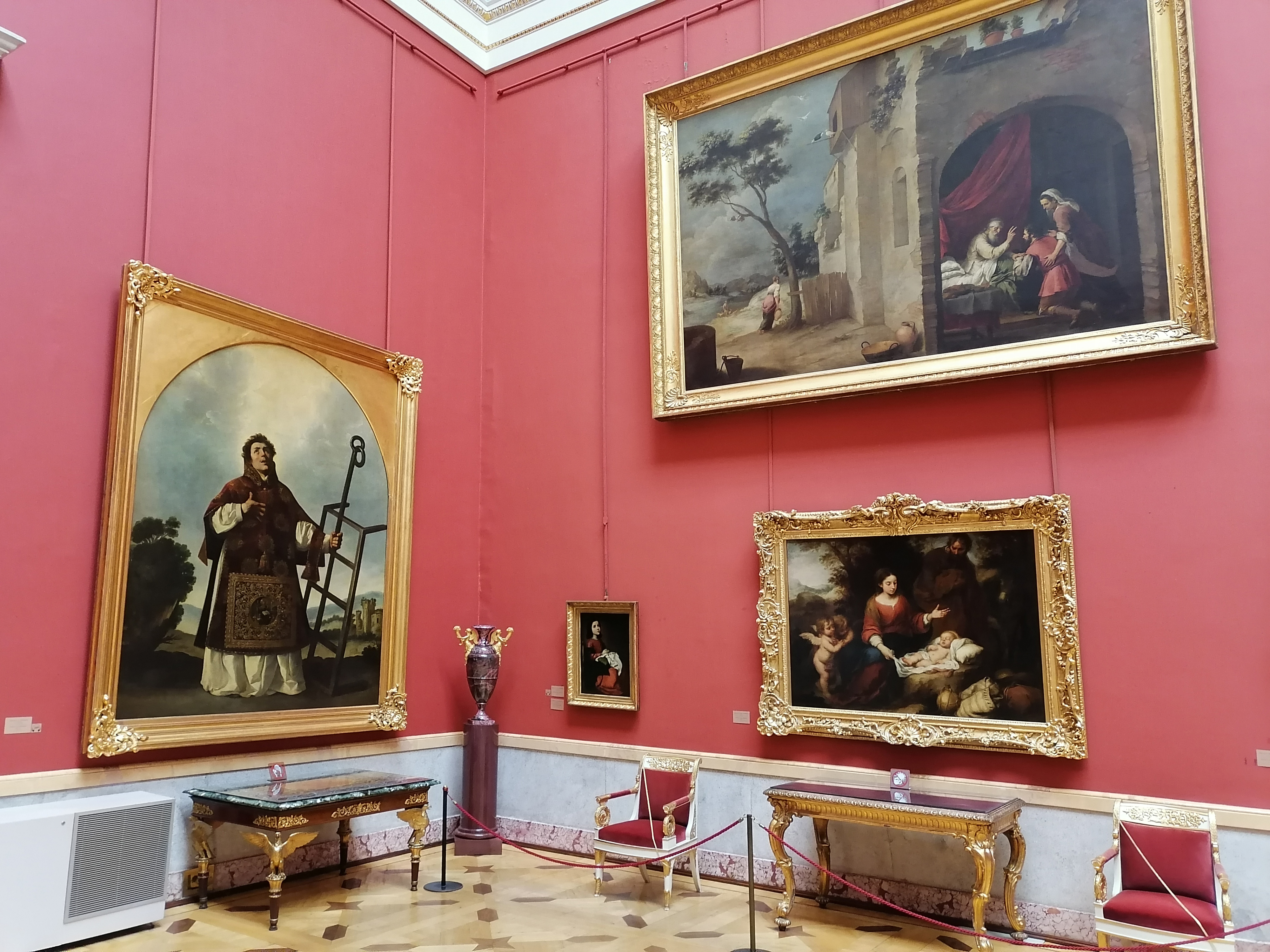
Картина Испанском просвете Нового Эрмитажа в 2021 году